# SN 2014J
SN 2014J este o supernovă de tip Ia în Galaxia Messier 82 descoperită întâmplător în data de 21 ianuarie 2014 și aflată la aproximativ 12 milioane de ani lumină de Pământ.
În timpul unui curs practic cu studenții, Dr. Steve Fossey a sesizat o stea pe care nu o recunoștea din observațiile anterioare. Din cauza vremii nefavorabile, au fost obținute doar câteva imagini, dar s-a reușit verificarea datelor prin intermediul unui alt telescop.
Ulterior, Uniunea Astronomică Internațională a validat descoperirea profesorului Fossey și a atribuit numele SN 2014J. Supernova este considerată a fi printre cele mai apropiate obiecte cerești de acest gen, descoperite în ultimele decenii, cea mai apropiată fiind Supernova 1987A, semnalată în 1987 și aflată la 168000 ani lumină.